# St. Dionysius (Diessenhofen)

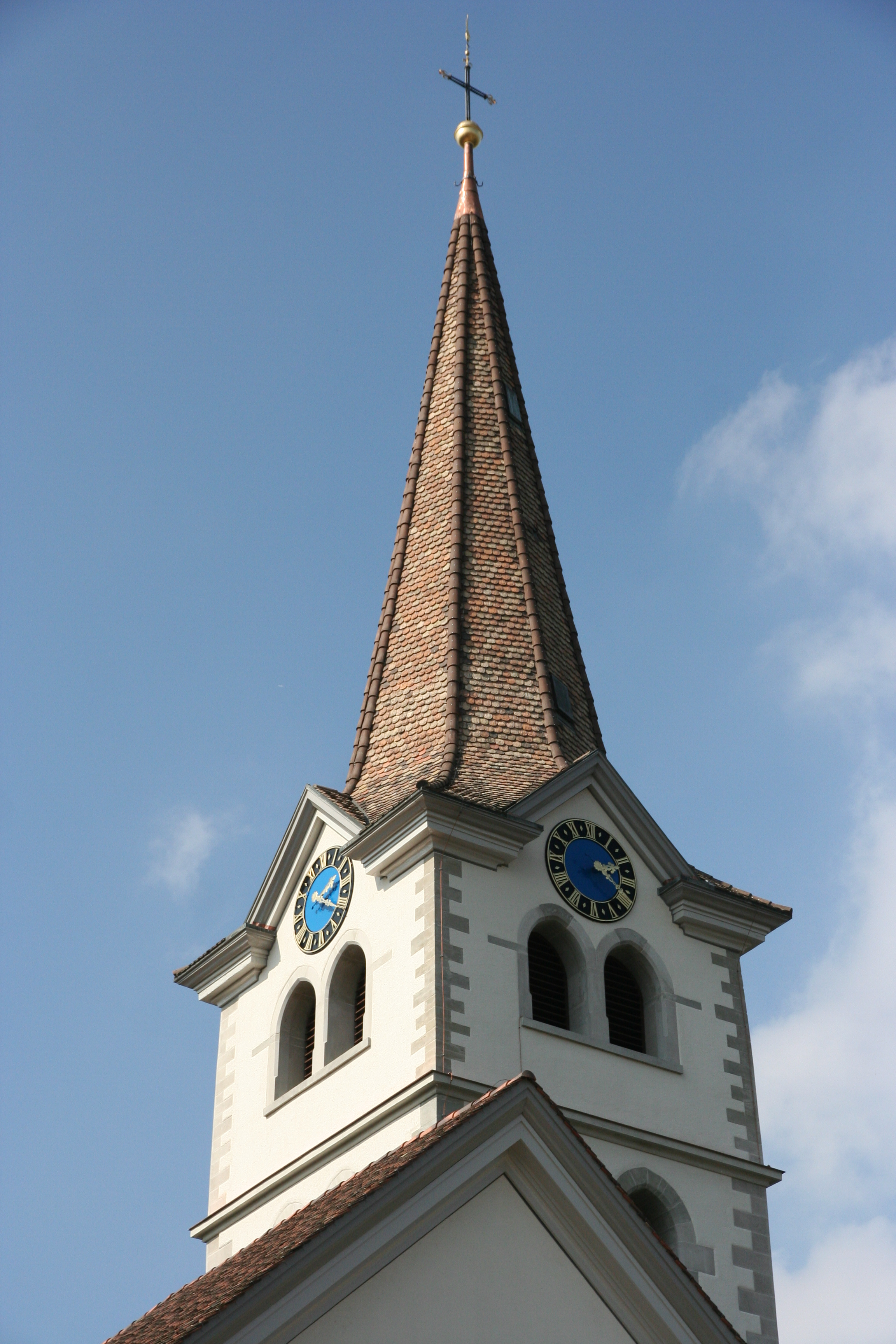
Evangelische Kirche Diessenhofen, Turm

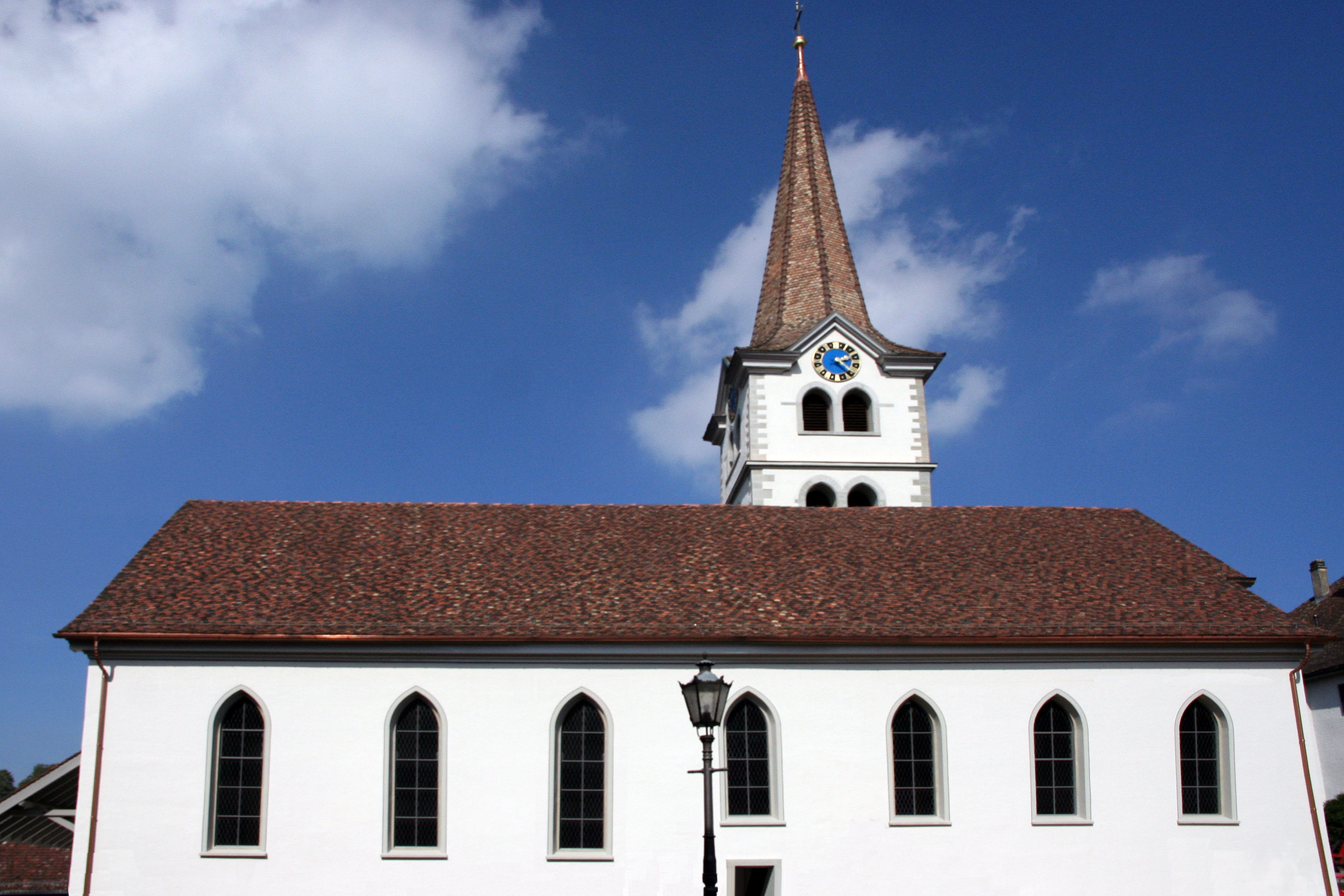
Ansicht von Süden

Die Evangelische Stadtkirche St. Dionysius ist die evangelisch-reformierte Kirche von Diessenhofen im Kanton Thurgau. Bis zur Weihe der katholischen Kirche Bruder Klaus 1967 wurde sie als paritätische Kirche genutzt.

## Entstehungs- und Baugeschichte
In der drittältesten Urkunde, die im Kanton Thurgau erhalten geblieben ist, wird der Ort Diessenhofen erstmals erwähnt. Aus der Urkunde geht hervor, dass am 24. März 757 ein Priester namens Lazarus seine Eigenkirche zusammen mit dem Ort Deocincova dem Abt St. Otmar und dem Kloster St. Gallen schenkte. Geweiht war die Kirche dem Hl. Dionysius von Paris (Saint Denis), Hl. Blasius und Hl. Pankratius. Dieses Patronat deutet auf eine frühe Christianisierung der Gegend um Diessenhofen. Im 13. Jahrhundert erfolgte etwa auf dem Grundriss der heutigen Kirche der Bau einer romanischen Basilika, die 1363 von einem Brand heimgesucht wurde. Der Pfarrer von Diessenhofen rief im Jahr 1242 Beginen aus Winterthur für den Dienst an den Kranken nach Diessenhofen, worauf die Beginen das Kloster St. Katharinental gründeten und die Ordensregel des Hl. Dominikus annahmen. Zur Zeit der Stadtgründung im Jahr 1178 besassen die Kyburger das Diessenhofer Gotteshaus als Eigenkirche. Wohl aufgrund der wachsenden Bedeutung des Städtchens mit seinem Rheinübergang erfolgte um 1500 auf dem Grundriss der heutigen Kirche der Umbau der romanischen Basilika zu einer repräsentativen dreischiffigen Hallenkirche. Hierbei ersetzte man im Schiff die fünf romanischen Bogenfolgen mit ihren Würfelkapitellen durch vier Spitzbogenarkaden mit polygonalen Pfeilern. Gleichzeitig wurde das Niveau der Decke vereinheitlicht und am Westende des Hauptschiffes eine Empore eingebaut. In vorreformatorischer Zeit hatte Diessenhofen sechs Kaplaneipfründen, sodass die tausend Seelen von acht Geistlichen betreut wurden.
Als 1460 die Zürcher und Unterwaldner den Thurgau eroberten, schützte Nikolaus von Flüe persönlich die Pfarrkirche und das Kloster St. Katharinental vor der Brandschatzung. Aus diesem Grund erhielt die in den Jahren 1966–1967 errichteten katholischen Kirche den Nikolaus von Flüe als Namenspatron.

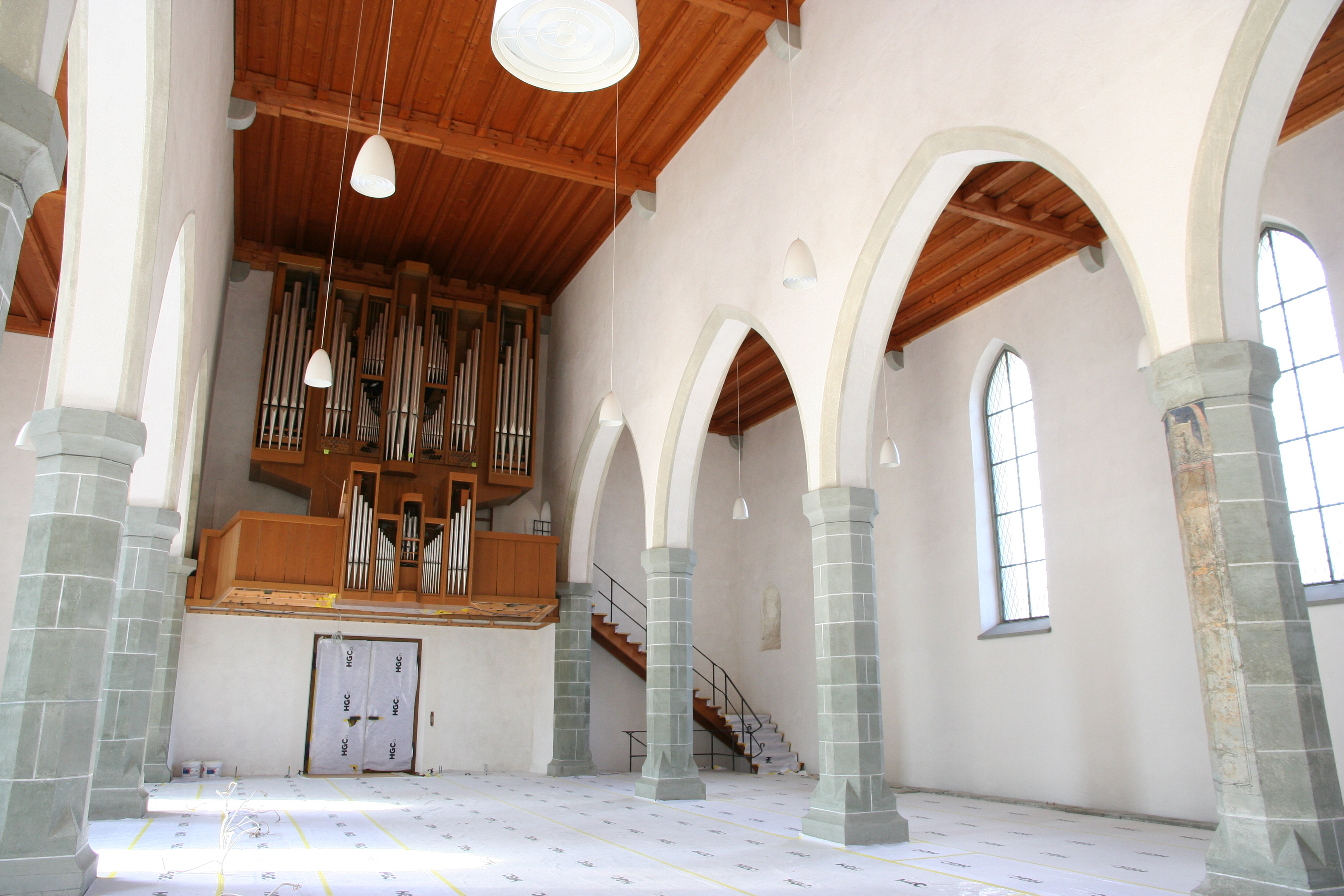
Innenansicht während der Renovation 2016

1838–1839 veränderten Johann Nepomuk Keller und Jean Ruch den Kirchenraum nach neugotischem Stil: Eine Spitztonnenhalle wurde eingebaut und der mittelalterliche Lettner abgebrochen. 1897 und 1934–1935 wurde die Kirche aussen und 1903 im Innern erneuert. In den Jahren 1968–1972 erfolgte durch die Architekten Scherrer und Hartung eine Gesamterneuerung, bei welcher das Gotteshaus die Gestalt der schlichten, gotischen Staffelhalle zurückerhielt. Im Jahr 2016 wurde die Kirche umfassend saniert.

## Paritätische Nutzung
Bereits 1519 wurde Veit Kappeler als erster evangelischer Pfarrer gewählt, jedoch wechselte erst 1529 die Mehrheit der Diessenhofer Bevölkerung zum neuen Glauben. Bis zum zweiten Landfrieden im Jahr 1531 fand in Diessenhofen keine katholische Messe mehr statt. 1533 zog dann auf Verlangen einer katholischen Minderheit wieder ein katholischer Pfarrer nach Diessenhofen. Im Jahr 1543 wurde schliesslich wieder ein Altar für die Katholiken eingerichtet. Bis zur Einweihung der katholischen Kirche von Diessenhofen im Jahr 1967 dauerte das Simultanverhältnis an.
Im Jahr 1872 übergab die Bürgergemeinde die Stadtkirche der evangelischen und der katholischen Kirchgemeinde. Beide Konfessionen waren fortan zu gleichen Teilen für den Erhalt der Kirche zuständig; die Katholiken sorgten darüber hinaus für den Erhalt des Chores und der Sakristei, welche beide der alleinigen Benützung der Katholiken vorbehalten blieb. Als in den 1950er Jahren die Kirche saniert werden musste, stellte sich die Frage, ob das Simultanverhältnis aufrechterhalten werden sollte. Nach längeren Verhandlungen unterzeichneten am 4. April 1963 die evangelische und die katholische Kirchgemeinde den Abtretungsvertrag der Stadtkirche an die evangelische Kirchgemeinde.

## Baubeschreibung

### Äusseres und Glocken
Die Stadtkirche präsentiert sich als schlichter Giebeldachbau mit einem Chorflankenturm. Dieser erstreckt sich mit geflügelten Sandstein-Eckquadern bis zum Spitzhelm, unter dem sich die doppelten gotischen Spitzbogen allseitig der zweigeschossigen Glockenstube öffnen. Die vormals zwei Zifferblätter wurden bei der Sanierung 1972 um weitere zwei ergänzt, sodass von allen Seiten die Zeit abgelesen werden kann. Der Glockenstuhl birgt ein fünfstimmiges Geläute, das 1883 von der Glockengiesserei Keller in Zürich gegossen wurde und in einem H-Dur Akkord erklingt.
Übersicht
| Glocke | Gewicht | Schlagton | Inschrift                                   |
| ------ | ------- | --------- | ------------------------------------------- |
| 1      | 2900 kg | H°        | «Ehre sei Gott in der Höhe»                 |
| 2      | 1450 kg | dis′      | «Friede auf Erden»                          |
| 3      | 850 kg  | fis′      | «Bleibe bei uns, denn es will Abend werden» |
| 4      | 350 kg  | h′        | «Bete und arbeite»                          |
| 5      | 180 kg  | dis″      | «Lasset die Kindlein zu mir kommen»         |

Die Glocken der katholischen Kirche Bruder Klaus von Diessenhofen sind auf diejenigen der evangelischen Kirche abgestimmt.

### Innenraum und künstlerische Ausstattung
Der Zugang zur Kirche erfolgt durch den markanten Westeingang, sodass der Besucher das Mittelschiff vor sich erblickt. Südlich und nördlich sind an das breite Mittelschiff die schmaleren Seitenschiffe angefügt. Zwei Reihen von achtkantigen Säulen tragen über gotischen Spitzbögen den ganzen Oberbau mitsamt der Holzdecke. Der geostete Chorraum ist durch Treppenstufen von den Kirchenschiffen abgehoben.
Das älteste Ausstattungsstück ist der Taufstein von 1527. Dieser kam in den 1960er Jahren bei archäologischen Untersuchungen in den Aussenmauern zum Vorschein. Seine Bruchstücke wurden ergänzt und zusammengefügt. Seit 2004 steht er rechts vor dem Chorraum und wird wieder für Taufrituale benützt. Der Abendmahlstisch wird an der Stirnseite von einem ursprünglich an der Wand festgemachten Epitaph aus dem 17. Jahrhundert geschmückt. Das Epitaph zeigt eine Begräbniszeremonie einer adligen Familie aus dem 17. Jahrhundert. Die Kanzel stammt vom Künstler Emanuel Bosshard, Eschlikon und wurde aus massivem Nussbaumholz gefertigt. Sie ziert eine grosse Krone, die Jesus Christus symbolisiert, sowie kleineren Kronen, welche für die Jünger Jesu stehen. Im Chorraum an der Ostwand sowie in der Nordwand, hinten beim Aufgang zur Orgelempore, finden sich zwei moderne Glasfenster, die vom Bündner Künstler Gian Casty (1914–1979) geschaffen wurden. Das grössere Fenster zeigt den Jünger Petrus, in dessen Netz Fische gefangen sind. Dies verweist auf die Berufung von Petrus, Menschenfischer zu sein. Der stilisierte Hahn erinnert an den Verrat des Petrus, ferner finden sich auf dem Glasgemälde Tauben sowie der Baum der Erkenntnis. Das kleinere Glasbild in der Nordwand zeigt Elias mit einem Engel. Das Guter Hirte-Fenster von Adolf Kreuzer (um das Jahr 1895) wurde 1968 aus der Ostfassade entfernt, im Estrich des Chores zwischengelagert, 2016 neu gefasst, hinterleuchtet und unterhalb der Orgelempore links neben dem Hauptausgang der Kirche ausgestellt.     

### Orgeln

#### Frühere Orgeln
1643 verkaufte die Stadt Diessenhofen vor einem Kirchenumbau eine frühere Orgel um 60 Gulden. Nach dem Umbau wurde ein neues Instrument eingebaut, das von Johann Jakob Mentzinger stammen könnte. 1723 erbaute ein unbekannter Meister ein weiteres Instrument, das 5 Register besass. 1726 erweiterte Kaspar Radelmacher aus Weil am Rhein das Instrument durch vier weitere Register. Bis 1831 war die Orgel katholischen Gottesdiensten vorbehalten. 

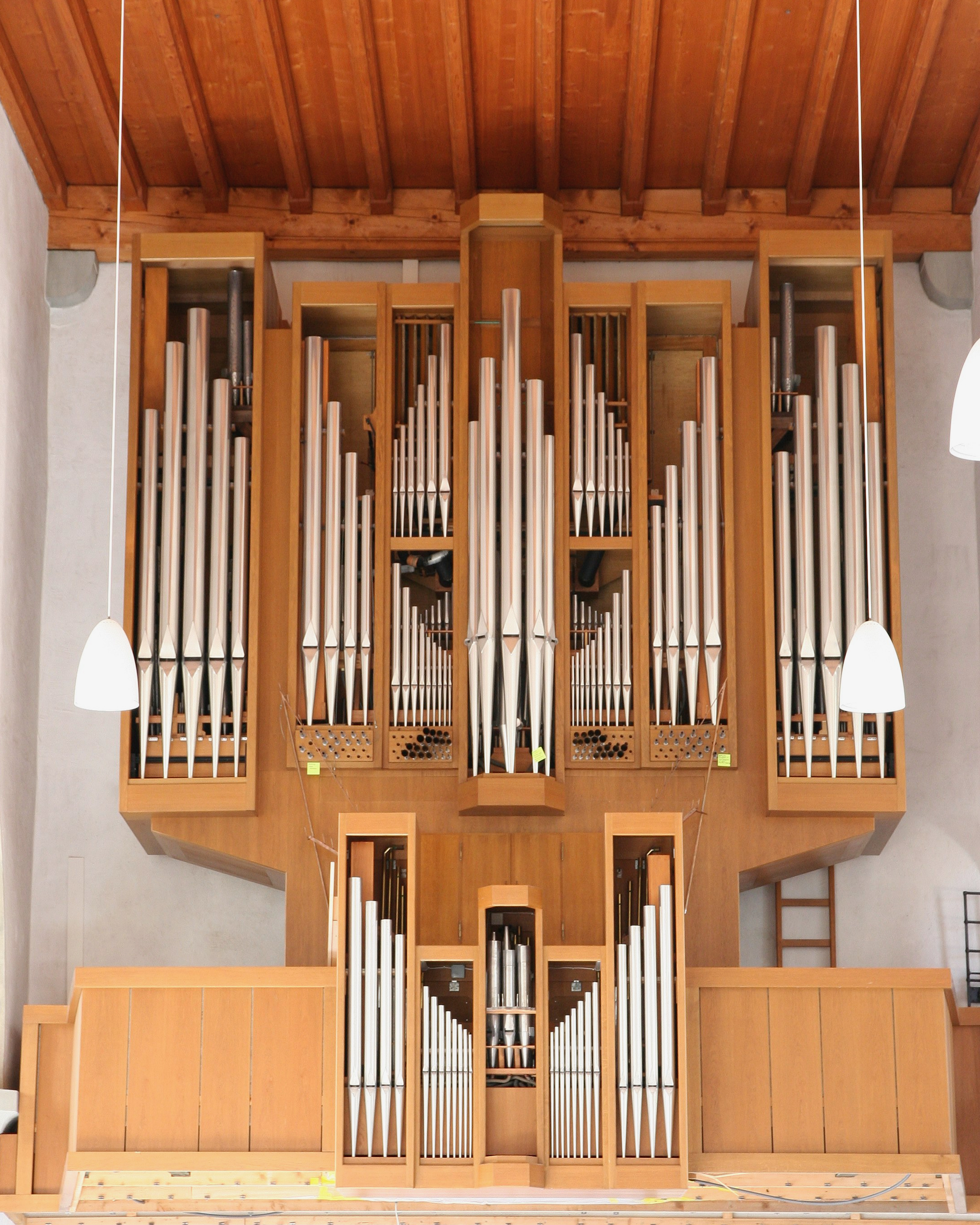
Schwenkedel-Orgel von 1972

1852 schafften beide Konfessionen gemeinsam eine grosse Orgel mit 25 Registern von Josef Braun, Spaichingen an. Altarbauer Müller aus Wil SG lieferte dazu ein neugotisches Gehäuse. Die Vorgängerorgel von 1723 wurde nach Randegg, Niederösterreich verkauft. 1891 gestaltete Max Klingler die Orgel um, die 1935 von Orgelbau Goll durch ein neues Instrument ersetzt wurde. Dieses war von Orgelbau Th. Kuhn 1905 für die Berner Pauluskirche erstellt worden. Eingebaut wurde die pneumatische Orgel mit 31 Registern in das vor Ort bestehende neugotische Gehäuse. Dieses Instrument wurde 1971 durch das heutige ersetzt.

#### Schwenkedel-Orgel von 1972
Bei der Renovation von 1968–1972 wurde die frühere, viel grössere Empore, welche die ganze Breite des westlichen Kirchenraumes eingenommen hatte, durch eine kleinere Empore ersetzt. Auf dieser wurde im Jahr 1972 die heutige Orgel aufgebaut. Sie stammt vom Curt Schwenkedel, Strassburg, der das Instrument in Etappen baute. Die Orgel verfügt über vier Manuale samt Pedal mit 32 Registern; darunter spanische Trompeten (Chamadewerk). In den Jahren 1995 und 1997 nahm Späth Orgelbau, Rapperswil eine Revision mit geringfügigen Änderungen vor, wobei die zu dünnwandigen Prospektpfeifen ersetzt und die Pedalmixtur verändert wurde. Die Diessenhofer Orgel gehört zu den grösseren des Kantons und stellt durch die Strassburger Klangcharakteristik eine regionale Ausnahme dar.
| I Rückpositiv C–g3 |        |
| Gedackt            | 8′     |
| Prinzipal          | 4′     |
| Nachthorn          | 4′     |
| Nazard             | 2 ⁄3′  |
| Oktave             | 2′     |
| Terz               | 1 3⁄5′ |
| Scharff III        | 1⁄2′   |
| Krummhorn          | 8′     |

| II Hauptwerk C–g3 |       |
| Pommer            | 16′   |
| Prinzipal         | 8′    |
| Rohrflöte         | 8′    |
| Oktave            | 4′    |
| Oktave            | 2′    |
| Mixtur III        | 1 ⁄3′ |
| Cornett V         | 8′    |

| III Oberwerk C–g3 |       |
| Holzgedackt       | 8′    |
| Gedacktflöte      | 4′    |
| Blockflöte        | 2′    |
| Larigot           | 1 ⁄3′ |
| Oktävlein         | 1′    |
| Vox humana        | 8′    |
| Schalmei          | 4′    |
| Tremulant         |       |

| IV Chamadewerk C–g3 |    |
| Trompete            | 8′ |
| Clairon             | 4′ |

| Pedal C–f1    |        |
| Subbass       | 16′    |
| Prinzipal     | 8′     |
| Rohrflöte     | 4′     |
| Quinte        | 5 1⁄3′ |
| Weitprinzipal | 4′     |
| Mixtur V      | 2 ⁄3′  |
| Douçaine      | 16′    |
| Trompette     | 8′     |

- Koppeln: I–II, III–II, IV–II; I–P, II–P, III-P
- Absteller: Zungen und Mixturen